# SleepResearch Facility
Kevin Doherty (ismertebb nevén SleepResearch_Facility) skót ambient zenész. Nevének hivatalos írásmódja a következő: SleepResearch_Facility, de a Sleep Research Facility írásmód is gyakori.

## Életrajza
A SleepResearch Facility zenéje nevéhez híven az alvást segíti.
Zenéje teljes mértékben elkerüli a ritmust, helyette különféle zajok és hangok segítségével igyekszik álomba helyezni a hallgatót. A Sleep Research Facility zenéje továbbá egy különleges környezetet is hivatott létrehozni. A különleges hangzásvilágnak köszönhetően a SRF munkássága pozitív visszajelzéseket kapott. Steve Roach is pozitívan nyilatkozott a "Dead Weather Machine" és a "Dead Weather Machine: ReHeat" albumokról. A SRF zenéje hallható volt holland rádió műsorokban is, illetve a Terrorizer magazin 2008. januári számában egy interjú is készült.
A SleepResearch Facility lemezeit többségében a Cold Spring Records jelenteti meg, de a 2004-es albumaikat a Manifold Records adta ki. 

## Diszkográfia
- Nostromo (2001)
- Dead Weather Machine (2004)
- Dead Weather Machine: ReHeat (2004)
- Deep Frieze (2007)
- Stealth (2012)[7]